# بول ألفاريز
بول ألفاريز (بالتاغالوغية: Paul Alvarez)‏ مواليد 15 يونيو 1968 في مانيلا، هو لاعب كرة سلة فلبيني معتزل. بدأ مسيرته الاحترافية في سنة 1989. مثّل منتخب بلاده. اعتزل اللعب في 2005.

## المسيرة الاحترافية
لعب مع ألاسكا أيسز من سنة 1989 إلى 1992، ثم لعب مع سان ميغيل بيرمن من سنة 1995 إلى 1997، ثم لعب مع بارانجي جينبرا سان ميغيل في سنة 1998، ثم لعب مع باراكو بول إنرجي في سنة 2002، ثم لعب مع تي إن تي كاتروبا.